# Татарские Ключи
Тата́рские Ключи́ (тат. Төгермән авыл, удм. Вукогурт «деревня с мельницей») — татарская деревня в Юкаменском районе Удмуртии, в составе Ёжевского сельского поселения.

## География
Улицы деревни:
- Гаражный переулок
- Клубный переулок
- Ключевая
- Луговая
- Набережная
- Новая
- Полевой переулок
- Центральная

## Население
Численность постоянного населения деревни составляет 204 человека (2007).